# Église Saint-Éloi de Dunkerque
L'église Saint-Éloi, surnommée la cathédrale des sables, est une église catholique située à Dunkerque, en France. Elle est classée au titre des monuments historiques en 1916, tandis que le beffroi qui lui fait face, ancienne tour de l'église primitive, est classé depuis 1840. Le beffroi est aussi classé au patrimoine mondial de l'UNESCO au titre de Beffrois de Belgique et de France.

## Localisation
L'église est située dans le département français du Nord, en plein centre de la commune de Dunkerque.

## Historique

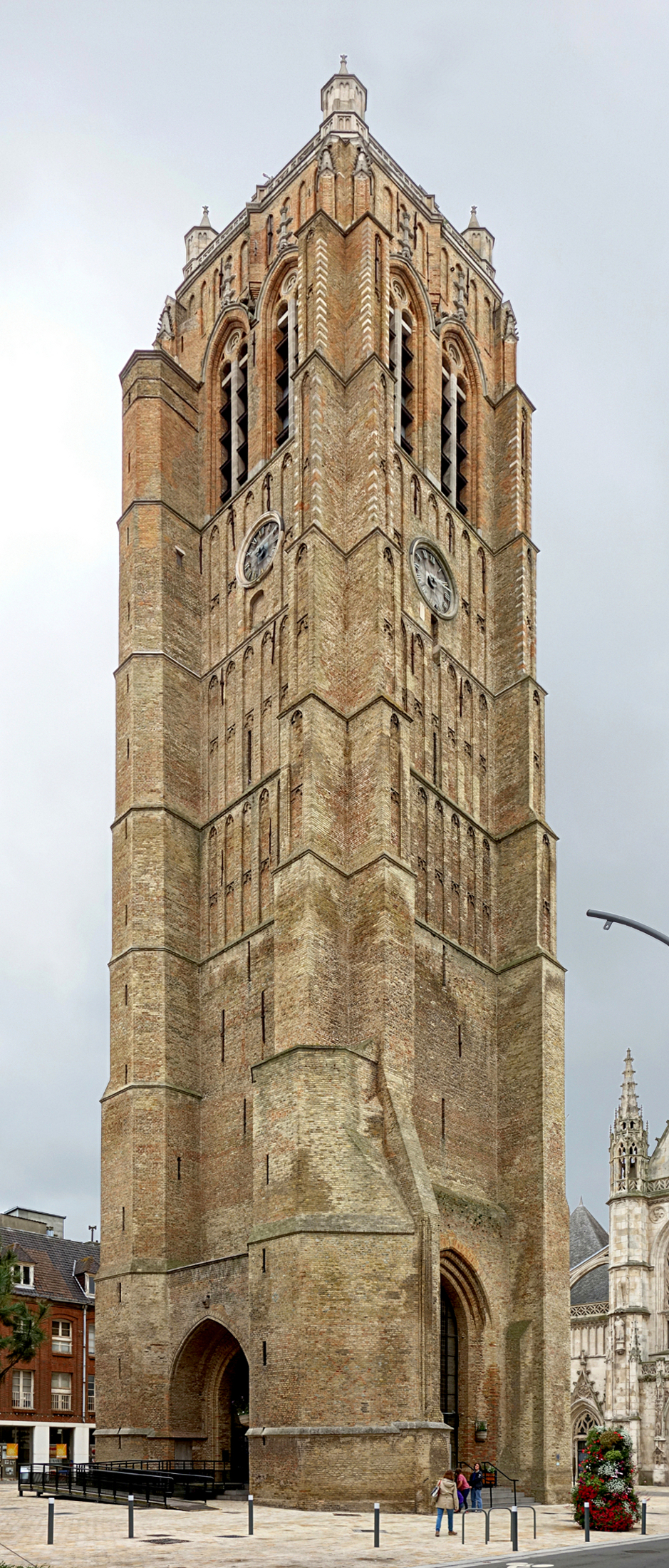
Le Beffroi

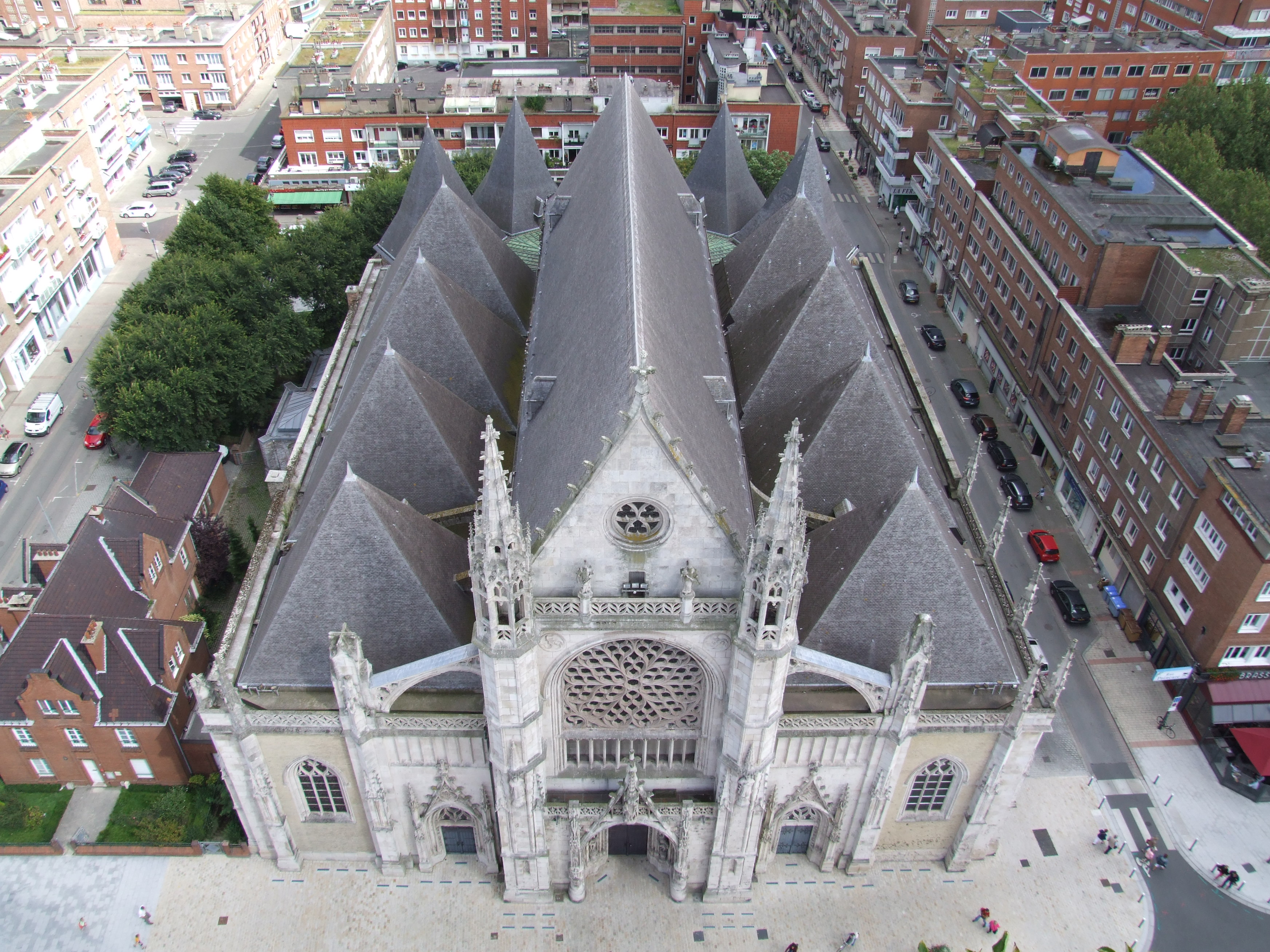
L'église vue du beffroi

Les origines de l'église de Saint-Éloi remontent au milieu du XVe siècle. Elle aurait été érigée par des maîtres d'œuvre gantois sur le terrain de l'hospice Saint-Jean. En 1558, les français menés par le maréchal de Thermes envahissent la ville et brûlent l’église. Seule la tour subsiste. La reconstruction de l'église commence vers 1560 sous la direction du maître-d'œuvre Jean de Renneville. Le sanctuaire est agrandi vers l'est, la nef principale surhaussée, les bas-côtés reconstruits avec des chapelles, mais, faute de moyens, les travaux s'interrompent en 1585. L'ancienne tour, séparée de la nouvelle église par une partie des ruines de la première église, reste isolée et sert à la fois de clocher, de beffroi municipal, et d'amer. Le projet original ne sera jamais terminé.
En 1731, l'espace qui sépare encore l'église inachevée du beffroi, transformé en passage public dès 1591, fait place à une rue.
En 1782, des travaux d'agrandissement sont confiés à l'architecte Victor Louis par l'intendant Calonne pour faire face à l'accroissement de la population. Victor Louis propose de reporter les murs extérieurs au-delà des contreforts des bas-côtés et de réunir les chapelles latérales pour former deux nefs supplémentaires. Les travaux se poursuivent jusqu'en 1787, le campanile, ajouté en 1610, est démoli et une nouvelle façade, datée de 1785, est construite. Elle se présente sous la forme d'un portique de style classique avec fronton et colonnes. De 1793 à 1795, le culte de la Raison est instauré dans l'église.
En 1882, la façade de l'église, dont la pierre se désagrège, est démolie et une nouvelle façade est mise en concours. Le projet de l'architecte Adolphe Van Moë, de style néogothique, est retenu. La première pierre est posée le 11 avril 1887 et la nouvelle façade est achevée en 1889 par l'architecte de la ville Jules Lecocq.
Pendant la Première Guerre mondiale, l'église est fortement endommagée, en 1915 et en 1917. Après une longue restauration financée par les dommages de guerre, elle est rouverte. Mais durant la Campagne de France (mai - juin 1940), l'église est touchée par des bombes incendiaires : il n'en reste que les murs. Après une nouvelle restauration, l'église est rendue au culte en 1977, les travaux se poursuivant jusqu'en 1985.

## Architecture

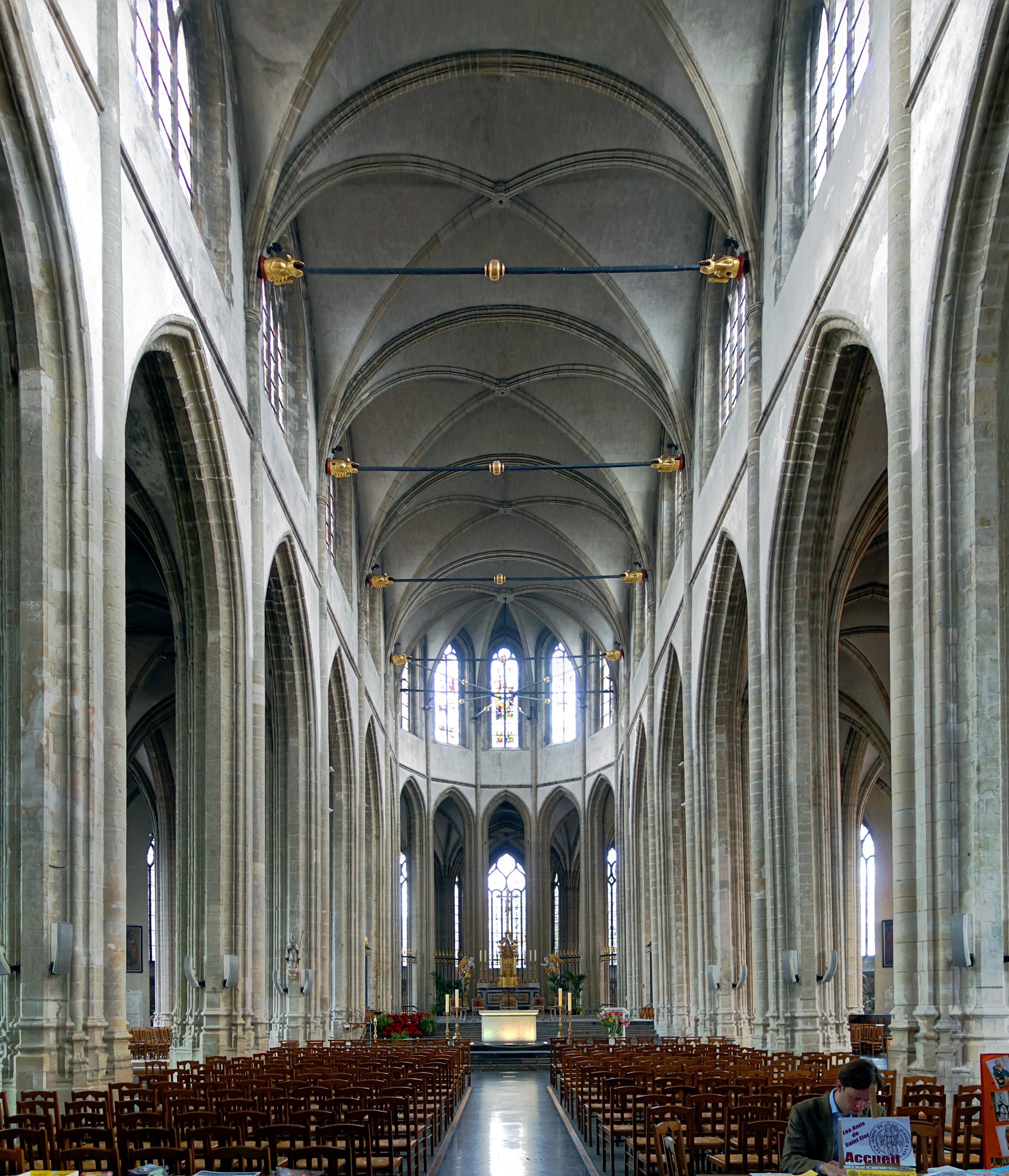
La nef centrale

L'édifice, de plan allongé, est en brique, à l'exception des encadrements de fenêtres, des piliers intérieurs et de la façade qui sont en pierre blanche.
L'intérieur de l'église comprend cinq vaisseaux, dont un vaisseau central plus large que les autres. Ils se terminent par un double déambulatoire avec cinq chapelles rayonnantes formées chacune d'une absidiole à trois pans. La nef comporte cinq travées et le chœur trois travées droites et cinq travées de déambulatoire. Deux sacristies flanquent le deuxième collatéral du chœur sur une longueur de deux travées.

## Sépulture
L'église Saint-Éloi renferme les restes du corsaire français Jean Bart (1650 – 1702), rendu célèbre par la bataille du Texel.

## Mobilier

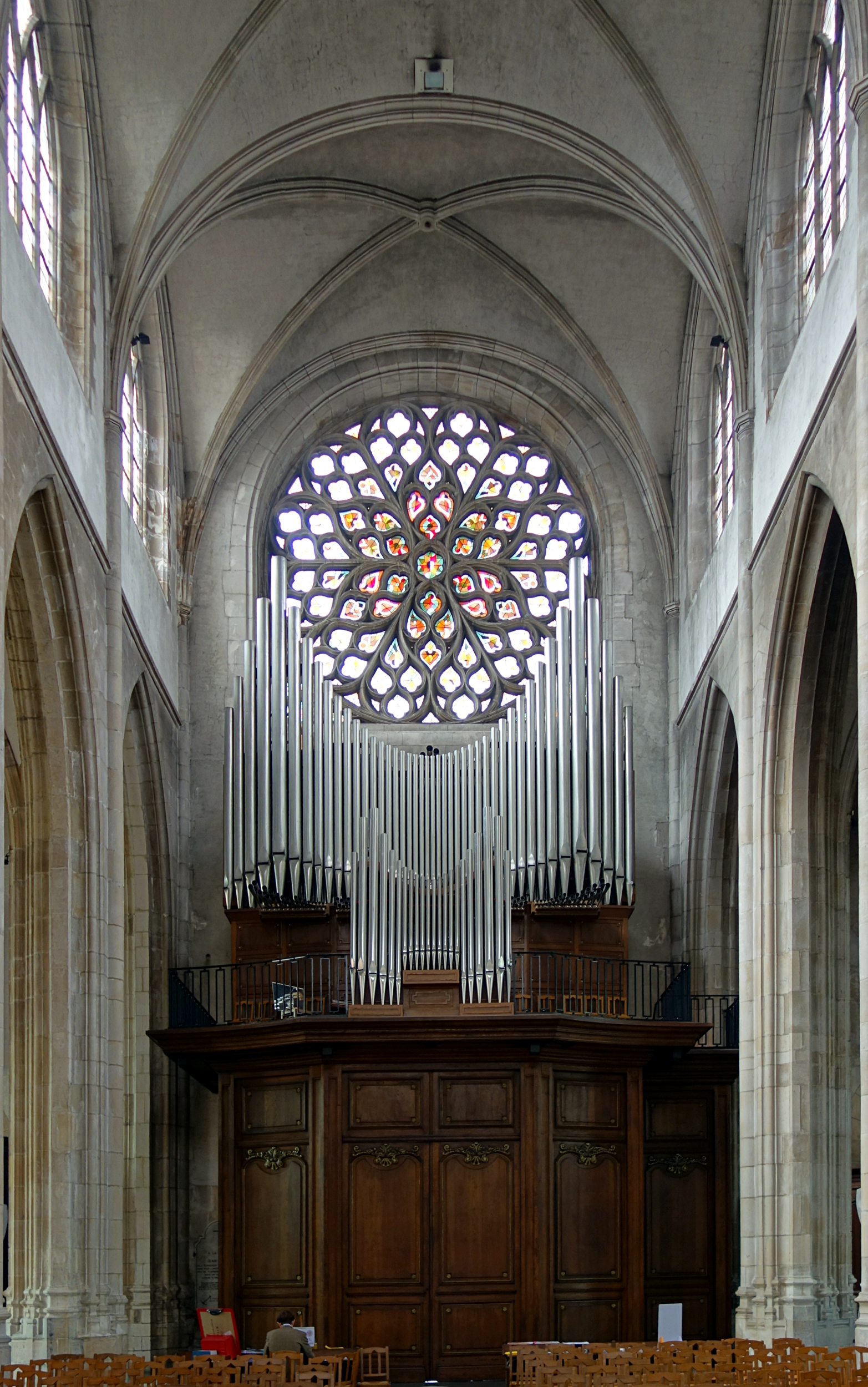
Le grand-orgue

La plus grande partie du mobilier antérieur à 1940 ayant été détruit, l’église bénéficie de l’apport de celui de l’église Saint-Jean-Baptiste des XVIIIe et XIXe siècles.
Les vitraux du chœur et ceux de la grande rosace ont été réalisés par Pierre Gaudin, maître verrier. Les autres sont du maître verrier Henry Lhotellier sur des cartons du peintre Arthur Van Hecke.
Le grand-orgue, moderne lui aussi, est un orgue Gonzalez de 1970. Il comprend trois claviers de 56 notes et un pédalier de 32 notes à traction mécanique pour les notes et électrique pour les jeux. Il a été récemment restauré et agrandi par Bernard Dargassies.